# Adrián Bone
Adrián Javier Bone Sánchez (* 8. September 1988 in Esmeraldas) ist ein ecuadorianischer Fußballspieler.

## Sportlicher Werdegang
Bone begann seine Karriere im Erwachsenenbereich bei LDU Cuenca in der Serie B. Über den Ligakonkurrenten SD Aucas kam der Torhüter 2008 zum in die Serie A aufgestiegenen Club Deportivo Espoli, wo er zunächst Ersatzmann war. In der Spielzeit 2010 setzte er sich als Stammkraft durch und wurde daraufhin von Deportivo Quito unter Vertrag genommen. Dort gewann er in seinem ersten Jahr den Meistertitel und avancierte anschließend zum ecuadorianischen Nationalspieler, als er im September 2011 gegen Jamaika zwischen den Pfosten der Nationalmannschaft debütierte.
2013 wechselte Bone zu CD El Nacional, wo er vier Jahre unter Vertrag stand. Im folgenden Jahr kehrte er in die Nationalmannschaft zurück und wurde von Nationaltrainer Reinaldo Rueda in den Kader für die Weltmeisterschaftsendrunde 2014 berufen. Hinter Stammtorhüter Alexander Domínguez war er neben Máximo Banguera einer der Ersatzmänner, die beim frühzeitigen Ausscheiden am Ende der Gruppenphase ohne Einsatz blieben. Sein drittes Länderspiel im Vorfeld des Turniers war zudem sein letzter Nationalmannschaftseinsatz.
Nach einem kurzen Aufenthalt bei Independiente del Valle stand Bone ab Anfang 2018 beim Club Sport Emelec unter Vertrag. 2023 wechselte er zum Club Técnico Universitario, im Frühjahr 2024 zog er zum unterklassig antretenden Klub La Cantera FC weiter.